# Young-Sprinters HC
Der Young-Sprinters Hockey Club war ein Schweizer Eishockeyclub aus Neuenburg.
Der Club wurde 1932 gegründet und hiess bis 2008 Neuchâtel Young Sprinters HC, bevor eine neue Corporate Identity inklusive neuem Namen und Logo geschaffen wurde. Zur Saison 2007/08 stieg die Mannschaft in die Nationalliga B auf. Dort hat sie in der 1. Saison die Playoffs verpasst.
Im Oktober 2009 wurde dem Club wegen Überschuldung die Spielberechtigung für die NLB entzogen. Er wurde jedoch im April 2013 als HC Neuchâtel Young Sprinters 2013 erneut ins Leben gerufen und spielt in der 3. Liga.

## Bekannte ehemalige Spieler
- Jean Ayer
- Alain Berger
- Roman Josi
- Orville Martini
- Tristan Scherwey